# Ulrik Olsen
Ulrik Olsen (* 2. August 1885 in Hitteren; † 4. Oktober 1963) war ein norwegischer Politiker der sozialdemokratischen Arbeiderpartiet (Ap). Von 1934 bis 1961 war er Abgeordneter im Storting und von Dezember 1948 bis September 1958 Kommunal- und Arbeitsminister.

## Leben
Olsen schloss im Jahr 1899 seine Lehre zum Zimmermann ab. Anschließend arbeitete er bis 1914 als Zimmermann. Im Jahr 1914 machte er sich mit einem Betrieb in der Fischereibranche selbstständig.

### Kommunalpolitik (1913–1951)
Olsen zog im Jahr 1913 erstmals in den Stadtrat von Kristiansund ein, dem er bis 1951 angehörte. Im Jahr 1934 wurde er zum Bürgermeister der Stadt gewählt. Er blieb zunächst bis 1940 in diesem Amt. Ab 1945 fungierte er erneut für zwei Jahre als Bürgermeister von Kristiansund.

### Stortingsabgeordneter (1934–1961)
Bei der Stortingswahl 1933 zog Olsen erstmals in das norwegische Nationalparlament, das Storting, ein. Dort vertrat er bis 1953 zunächst den Wahlkreis der drei Kjøpsteder Kristiansund, Molde und Ålesund und ab 1954 den Wahlkreis Møre og Romsdal. Von Dezember 1945 bis Dezember 1948 hatte er den Posten als Vorsitzender des Kommunalausschusses inne. Aufgrund seiner Regierungsmitgliedschaft musste er von Dezember 1948 bis September 1958 sein Stortingsmandat ruhen lassen. Olsen wurde in dieser Zeit von Parteikollegen vertreten.
Nach dem Ende seiner Zeit als Minister kehrt Olsen im September 1958 ins Storting zurück. Dort wurde er Mitglied im Verkehrsausschuss. In Folge der Wahl 1961 schied er aus dem Parlament aus.

### Kommunal- und Arbeitsminister (1948–1958)
Am 20. Dezember 1948 wurde er zum Kommunal- und Arbeitsminister in der Regierung Gerhardsen II ernannt. Das Kommunal- und Arbeitsministerium wurde zu diesem Zeitpunkt neu gegründet. Er behielt das Amt ab November 1951 weiter in der Regierung Torp und ab Januar 1955 in der Regierung Gerhardsen III. Olsen schied am 1. September 1958 aus dem Amt aus.